# Melanoides
Melanoides Olivier, 1804 è un genere di piccoli molluschi gasteropodi d'acqua dolce appartenenti alla famiglia Thiaridae.

## Descrizione
Le specie di questo genere presentano una conchiglia conica con sommità appuntita e opercolo concentrico.

## Tassonomia
Al genere appartengono le seguenti specie:
- Melanoides admirabilis (E. A. Smith, 1880)
- Melanoides agglutinans (Bequaert & Clench, 1941)
- Melanoides angolensis Mandahl-Barth, 1974
- Melanoides anomala (Dautzenberg & Germain, 1914)
- Melanoides bavayi (Dautzenberg & Germain, 1914)
- Melanoides crawshayi (E. A. Smith, 1894)
- Melanoides depravata (Dupuis & Putzeys, 1900)
- Melanoides dupuisi (Spence, 1923)
- Melanoides hoekzemai van Benthem Jutting, 1963
- Melanoides kainarensis Starobogatov & Izzatullaev, 1980
- Melanoides kinshassaensis (Dupuis & Putzeys, 1900)
- Melanoides kisangani Pilsbry & Bequaert, 1927
- Melanoides lamberti (Crosse, 1869)
- Melanoides langi Pilsbry & Bequaert, 1927
- Melanoides laxa (Mousson, 1869)
- Melanoides liebrechtsi (Dautzenberg, 1901)
- Melanoides magnifica (Bourguignat, 1889)
- Melanoides manguensis (Thiele, 1928)
- Melanoides mweruensis (E. A. Smith, 1894)
- Melanoides nodicincta (Dohrn, 1865)
- Melanoides nsendweensis (Dupuis & Putzeys, 1900)
- Melanoides nyangweensis (Dupuis & Putzeys, 1900)
- Melanoides nyassana (E. A. Smith, 1878)
- Melanoides pamirica Lindholm, 1930
- Melanoides peregrina (Mousson, 1869)
- Melanoides pergracilis (E. von Martens, 1897)
- Melanoides polymorpha (E. A. Smith, 1878)
- Melanoides psorica (Morelet, 1864)
- Melanoides pupiformis (E. A. Smith, 1878)
- Melanoides recticosta (E. von Martens, 1882)
- Melanoides shahdaraensis Starobogatov & Izzatullaev, 1980
- Melanoides swinhoei A. Adams, 1870
- Melanoides thachi F. Huber, 2020
- Melanoides tuberculata (O.F. Müller, 1774)
- Melanoides turritispira (E. A. Smith, 1878)
- Melanoides victoriae (Dohrn, 1865)
- Melanoides voltae (Thiele, 1928)
- Melanoides wagenia Pilsbry & Bequaert, 1927